# Cantone di Saint-Martin-de-Londres
Il Cantone di Saint-Martin-de-Londres era una divisione amministrativa dell'arrondissement di Lodève. Fino al 1º novembre 2009 ha fatto parte dell'arrondissement di Montpellier.
A seguito della riforma approvata con decreto del 26 febbraio 2014, che ha avuto attuazione dopo le elezioni dipartimentali del 2015, è stato soppresso.

## Composizione
Comprendeva i comuni di:
- Causse-de-la-Selle
- Mas-de-Londres
- Notre-Dame-de-Londres
- Pégairolles-de-Buèges
- Rouet
- Saint-André-de-Buèges
- Saint-Jean-de-Buèges
- Saint-Martin-de-Londres
- Viols-en-Laval
- Viols-le-Fort